# Botev Point
Der Botev Point (bulgarisch Носът Ботев Nosat Botew) ist eine Landspitze am südlichen Ende der Livingston-Insel im Archipel der Südlichen Shetlandinseln. Sie liegt 1,55 km ostsüdöstlich des Barnard Point und 9,3 km westsüdwestlich des Samuel Point als Ausläufer des Veleka Ridge am Ende der Roschen-Halbinsel.
Britische Wissenschaftler kartierten sie 1968. Die bulgarische Kommission für Antarktische Geographische Namen benannte sie 2004 nach dem bulgarischen Nationaldichter und Freiheitskämpfer Christo Botew (1848–1876).